# IzhAvto
La firma rusa de construcción automotriz IzhAvto (del ruso: ИжАвто), es un fabricante de motocicletas, coches de turismo, vehículos comerciales ligeros y maquinarias, ubicada en la ciudad de Izhevsk, Rusia; ahora forma parte del conglomerado AvtoVAZ, en propiedad tripartita con Renault y Nissan. Sus primeros productos fueron una serie de motocicletas presentadas desde 1928 y diseñadas por el ingeniero soviético Pyotr Mokharov (1888-1934). Sus primeros automóviles fueron copias de los modelos 412 y AZLK-2138 y 2140 de Moskvitch hasta el IZh-2126 Oda, este coche se asemejaba mucho al Moskvitch AZLK-2141 Aleko, pero incluía una diferenciación, ya que su tracción era en el eje posterior.
Con cerca de 10 millones de automóviles, y cerca de 11 millones de motocicletas producidas en las instalaciones de dicha compañía, ahora en manos de AvtoVAZ, Renault y Nissan; es uno de los fabricantes automotores más grandes de Rusia.

## Historia

### Inicios
La construcción de la planta comenzó en 1965 con el apoyo de Dmitri Ustinov, el entonces Ministro de Industria de Defensa de la Unión Soviética, debido a que el aumento de la riqueza y el por consiguiente aumento en la demanda de automóviles dentro de la población creó un déficit en su producción, entonces para poder satisfacer la creciente demanda de automotores se decide por crear una competencia interna a los fabricantes de coches de esa entonces únicos en Rusia, la AZLK y la VAZ. La primera producción de automóviles de la planta de Izhevsk salió el 12 de diciembre de 1966 -y el primer modelo de automóvil fue un "Moskvich-408"-. Todas las piezas y los componentes de esa primera producción fueron suministradas por la Planta de Materiales de "AZLK".

### Primeros años
En sus primeros años de existencia estuvo muy ligada a su casa matriz, la Izhmash, que la controlaba en sus etapas iniciales de instalación, luego; de 1967 a 1971, y con el fin de introducir sus propias líneas de productos, así como la del objetivo de instalar sus propias líneas de prensado y soldadura, pintura de carrocerías y las líneas de producción, se hace una asociación con el fabricante francés Renault para el licenciamiento en la construcción de modelos de vehículos de transporte y sus maquinarias, así como se inicia la construcción, con la ayuda de expertos franceses; de las instalaciones y el montaje de los procesos anexos. El principal logro conseguido fue el de ser el primer fabricante soviético y más y el más novedoso al poner apenas en su séptimo año de existencia, cuando apenas se estaba posicionando dentro del mercado automovilístico soviético; en el tope de ventas el único coche de pasajeros de tipo camioneta (el "Izh-Combi" o "IZH-2125", según su designación industrial) con una carrocería tipo hatchback. La capacidad de producción de la planta fue luego aumentada a las 200.000 unidades por año, aunque su producción real fuera menos de las cifras de lo que se esperaba. El primer modelo original de la IzhAvto no rodaría sino hasta que se deshiciera su asociación, que originalmente le hacía parte de la "Izhmash", ya desde 1975 sería una división con gran autonomía dentro de la fabricante de equipos "Izhmash", y ya en el decenio de los 80, la planta se convertiría en una compañía independiente, que inicialmente se denominaba "Izhmash-Auto", y ya en los años 90 sería definitivamente denominada -y justo con la caída del comunismo- como se le conoce hoy día; "IzhAvto".

### Era postsoviética
Con la caída del comunismo en Rusia, hubo un estancamiento productivo con el posterior declive en su producción hasta el año 2000, momento en el que hubo cambios administrativos importantes en la dirección y su paupérrima situación jurídica; se le haría una reestructuración, y poco después de que los volúmenes de producción se cayeran, se relanza entonces la producción. Anuncia el lanzamiento del Izh-2126, que en aquel momento era su estrella en la producción pues los coches pequeños locales aún contaban con demanda con su esquema clásico, y se replanteó el crecimiento y la producción de la planta. Hasta la fecha esta mantiene relativamente estable la producción, ya que al ser un clon del Lada Sputnik,  permitía disponer de un mercado seguro y estable.
En agosto de 2005 la producción de los modelos de manufactura propia "Izh" (exceptuando el "Izh-27175" (una minivan basada en el "Izh 2126"), se terminó de manera definitiva en diciembre de 2002, y en ese mismo tiempo se cesó la producción en sus líneas del '"VAZ-2106". Luego para la planta vendría una nueva época, con el inicio de la industria de montaje de automóviles surcoreanos de la compañía KIA Motors Corporation, como el Spectra, y luego; en el año 2006 comienza la producción del KIA Río de segunda generación. En el año 2007 se mantiene la producción del "VAZ-21043", tras ser éste retirado sería montada y alistada la línea para el ensamblaje del KIA Sorento, y el "Izh-27175".

### Un futuro incierto
Recién hasta el año 2009, la sociedad "OJSC IzhAvto", hizo parte del holding empresarial "COKA RSC", esto sucede durante la presidencia de George Kachmazov, cuando dicho holding se declara en bancarrota; y decide deshacerse de sus activos menos importantes. En el 2009, el grupo "COKA" vende la compañía por aproximadamente $200 millones. Más tarde, los representantes de la Caja de Ahorros de Rusia toman posesión sobre los activos de dicha compañía debido al enorme pasivo contraído con dicha entidad, quedando con el control total de la empresa, y acusando de desfalco y cohecho en relación con las deudas contraídas por el conglomerado "COKA", teniendo que salir de varios de sus activos en la franja del negocio de los automóviles, y bajo la sospecha de quiebra premeditada, "IzhAvto" fue llevada como un caso criminal en Rusia. Para febrero de 2011, el propietario del conglomerado "COKA" Yuri Kachmazov y varios otros dirigentes del conglomerado "COKA" y de la planta "IzhAvto" estaban en la lista de prófugos de la justicia.

### La crisis de 2008-2009, superando las consecuencias
A principios de 2009, debido a la caída de ventas provocada por la crisis económica, la planta pasaba por una situación extremadamente difícil. A finales de marzo se operaba tres días a la semana , y en turnos de seis horas; pero dadas las bajas ventas, se tuvo que tomar una decisión plasmada en el antiguo manual de operaciones de la era comunista, donde se indica de darse una baja así en ventas se debía hacer la suspensión total de la producción, e inclusive hacer un recorte de empleados de la plantilla de hasta un 90% de los empleados -alrededor de 5 mil personas-, para salir a flote de dicha situación.
En marzo de 2009; un mes antes de lo estimado, efectivamente la producción de la planta se detendría en razón a sus bajas ventas. En agosto de ese mismo año, la compañía presentó ante la Corte de Arbitraje de la República de Udmurtia una solicitud de declaratoria de quiebra. Un mes más tarde fue declarada oficialmente en bancarrota. Desde 2010, la empresa comenzó de a pocos a "recobrar vida". En agosto de 2010, se inician los procesos de reactivación de la planta después de un año de inactividad en sus equipos, y se comienza a planificar los planes para una posible reanudación de la producción, en su variedad y volumen de producción.
Uno de los concesionarios de "IzhAvto" recibiría los primeros coches tras la reanudación de operaciones, el 27 de septiembre de 2010. Para el mismo mes, la planta de Izhevsk había enviado por primera vez desde la reapertura un lote de 10 coches VAZ-2104. En el plan productivo de octubre, se previó una producción de 2484 automóviles entre las referencias VAZ-2104 y el Izh-27175.
El titular de la deuda y propietario desde su bancarrota es el Sberbank. Anteriormente, la "IzhAvto" había recibido como opciones de reanudación de labores dos planes de negocio: en uno sería vendida al grupo coreano Hyundai-Kia; y otro sería la alianza entre la planta "IzhAvto" y el triplete "AvtoVAZ-Renault-Nissan". Entre el acuerdo de acción que se había llegado a suscribir entre el Sberbank y los surcoreanos (Kia y Hyundai) se había previsto que entre octubre y noviembre de 2010, que serían ensamblados en las líneas de montaje de la "IzhAvto" la construcción de automóviles de la Kia, siendo el Kia Spectra con el que se iniciara dicho proceso, y a mediados del año 2011, seguiría el Kia Sorento. A principios de diciembre fue citado que el proceso de producción de material para el ensamblaje de camiones con conjuntos SKD de la Hyundai sería hecho en dicha planta. Sin embargo, el 17 de diciembre de 2010 se funda el conglomerado "Russian technologies", entre el gobierno ruso y AvtoVAZ, con el que se pasaría a controlar "IzhAvto" como una fábrica auxiliar de la AvtoVAZ. Este acuerdo se firmó contándose para este con la presencia del primer ministro ruso de esa entonces, Vladímir Putin; quien al signar el memorando de entendimiento, aclaró que las deudas de "IzhAvto", en manos del Sberbank; serían compradas, junto con los activos de la fábrica de coches "IzhAvto", ya declarada en quiebra.
Como resultado, el Sberbank asignó al nuevo conglomerado "Russian Technologies" casi el total de las deudas de la "IzhAvto" -calculada en 52300 millones de rublos- saneando sus arcas y recobrando el importe de las deudas del anterior dueño. El nuevo dueño, "Russian Technologies"; y el anterior dueño de "IzhAvto", el Sberbank, acordaron que al comprar el primero la deuda de "IzhAvto" el dinero de dicho importe -el del pago de las deudas y la compra de las instalaciones- provendría de una partida especial del presupuesto federal ruso. Se supone que la producción de los "modelos clásicos" se cerraría a finales de 2011, y las instalaciones de "IzhAvto" serían adecuadas para la construcción de vehículos comerciales Renault-Nissan.
En febrero de 2011, la Corte reafirmó la quiebra "IzhAvto" e hizo una llamada para la introducción de una gerencia que hiciera una gestión empresarial efectiva y competitiva. En el verano de 2011, se reasumió durante unos meses la producción, a escala limitada; de pocos lotes del Kia Spectra -cerca de 1700 unidades-, y del Kia Sorento -poco más de 800 unidades-, para así cumplir con las obligaciones contraídas con la surcoreana Kia Motors.

### 2011-2013
En el año 2011, tanto los activos como las obligaciones del conglomerado "IzhAvto", así como sus filiales fueron adquiridas por el grupo "United Automobile Group (UAG)", que forma parte del grupo AvtoVAZ. En octubre de ese mismo año, por medio del grupo "UAG" la firma líder del mercado ruso adquiere por US$ 1700 millones las plantas, activos e instalaciones del "IzhAvto". Y en este caso, con una deuda estimada en más de 13 mil millones de rublos,  "IzhAvto" quedaría ahora saneada y pendiente de la debida actualización en sus instalaciones, asesorada de la mano de los técnicos franceses de la Renault. Después de dicha actualización, se incrementa su capacidad de fabricación, y se adecúan las instalaciones para recibir en sus líneas de producción las maquinarias que la adaptan a la ya prevista producción (en calidad auxiliar) del Lada Granta, y así atender la gran demanda por el citado automóvil. Al mismo tiempo, también se especula que se comenzaría en sus líneas una producción de varios modelos de las marcas Renault y de la Nissan, pero en el último periodo de abril del año 2012, dichas instalaciones serían asumidas solamente por el fabricante francés, instalándose las facilidades de la Nissan en Tolyatti, iniciándose el ensamblaje del Nissan Versa.
Para abril de 2011, la administración de "IzhAvto" detuvo la producción de la serie de automóviles Lada 2107, siendo el 17 de abril de 2012, producida la última de estas unidades.
En mayo de 2012 Presidente del Consejo de Administración de "AvtoVAZ" Igor Komarov, anunció que la alianza «"Renault-Nissan-AvtoVAZ" tiene la intención de hacer una actualización de las plantas de producción de IzhAvto, con la modernización de facilidades de producción de Izhevsk, invirtiendo unos 10 mil millones de rublos, y en 2016 la compañía tiene previsto aumentar la capacidad hasta los 300.000 vehículos al año, lo que la hará una de las industrias de automóviles más grandes en Rusia.
Desde el 25 de julio de 2012, la compañía comienza la producción oficial del Lada Granta. Para ello, la organización de "AvtoVAZ-Nissan-Renault" invierte en la adecuación de las facilidades de producción unos 1360 millones de rublos.

## Productos
Los modelos basados en el AZLK 412 que eran propiedad de Izhmash fueron: 2715, 27151, 2125 y 21251, el 2125 original fue construido en 1982, la versión más reciente se llamó 21251; todos los modelos estaban basados en la carrocería del 412 de Moskvitch (excepto por la parte trasera) e incluso tenían partes que eran copias directas. Actualmente, se producen más de cuatro modelos; entre coches descontinuados y como planta auxiliar a la producción de la marca Lada (el Lada Granta, el Lada Samara, El Lada 2107 y el Lada Largus ) y unos de los fabricantes surcoreanos Kia Motors en cuanto a coches, así como en lo que a motocicletas corresponde con los modelos Yunker, Planet 5, Júpiter y Kornet. Estos cuatro modelos de motocicletas tienen motor de dos tiempos con 350 cc de cilindrada, excepto por el Cornet, el cual tiene 50 cc; pero curiosamente todas son refrigeradas por agua. Existen también modelos especiales de motocicletas (basados en los modelos anteriores) para la policía, como motocargueros y también un "Swamp Rover ATV", basado en diseños occidentales. Dentro de sus productos cabe destacar:
Nacionales
- Izh-2101
- Izh-2107
- Izh 2110 - (en cooperación con la AvtoVAZ, se vende también material CKD a la ucraniana Bogdan Group.)
- Izh 2111 - (en cooperación con la AvtoVAZ, se vende también material CKD a la ucraniana Bogdan Group.)
- Izh 2112 - (en cooperación con la AvtoVAZ, se vende también material CKD a la ucraniana Bogdan Group.)
- Lada Granta - (en cooperación con la AvtoVAZ)
- Lada Priora - (en cooperación con la AvtoVAZ)
- Lada Largus - (en cooperación con la AvtoVAZ)

CKD Extranjero
- Kia Rio
- Kia Sorento
- Nissan Versa
- Nissan Bluebird
- Renault Fluence
- Renault Logan